# BWR Waggonreparatur

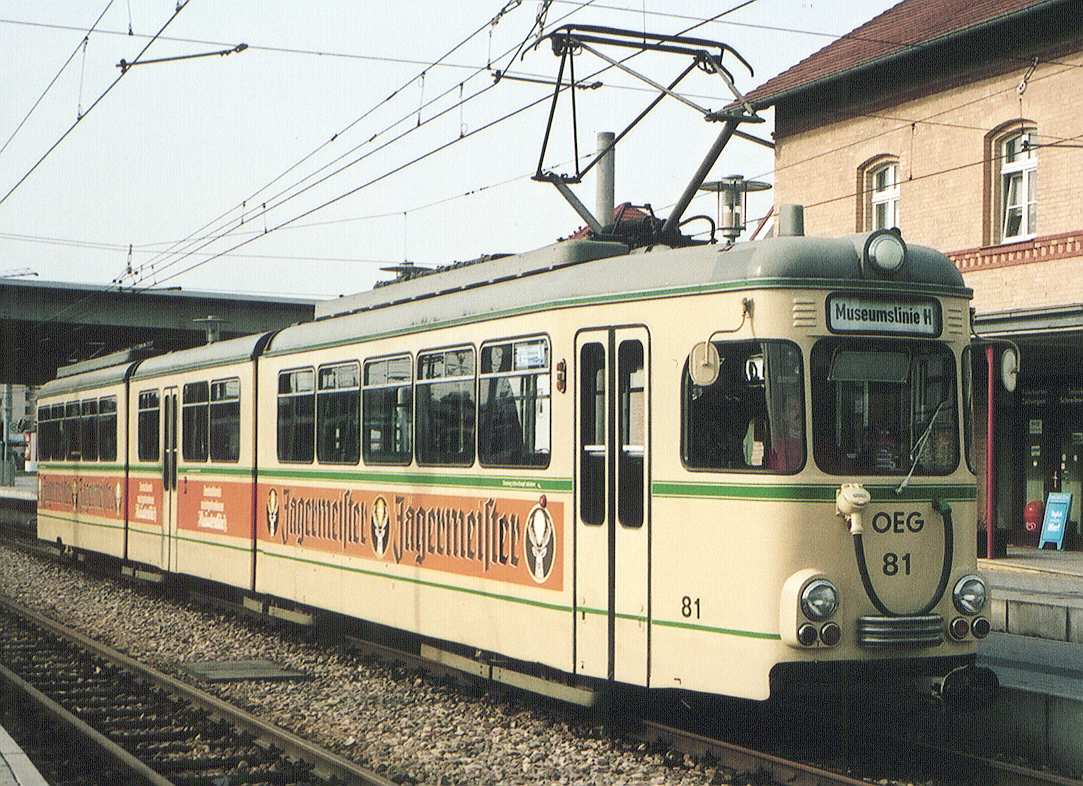
Gt8 för Oberrheinische Eisenbahn, byggd 1963

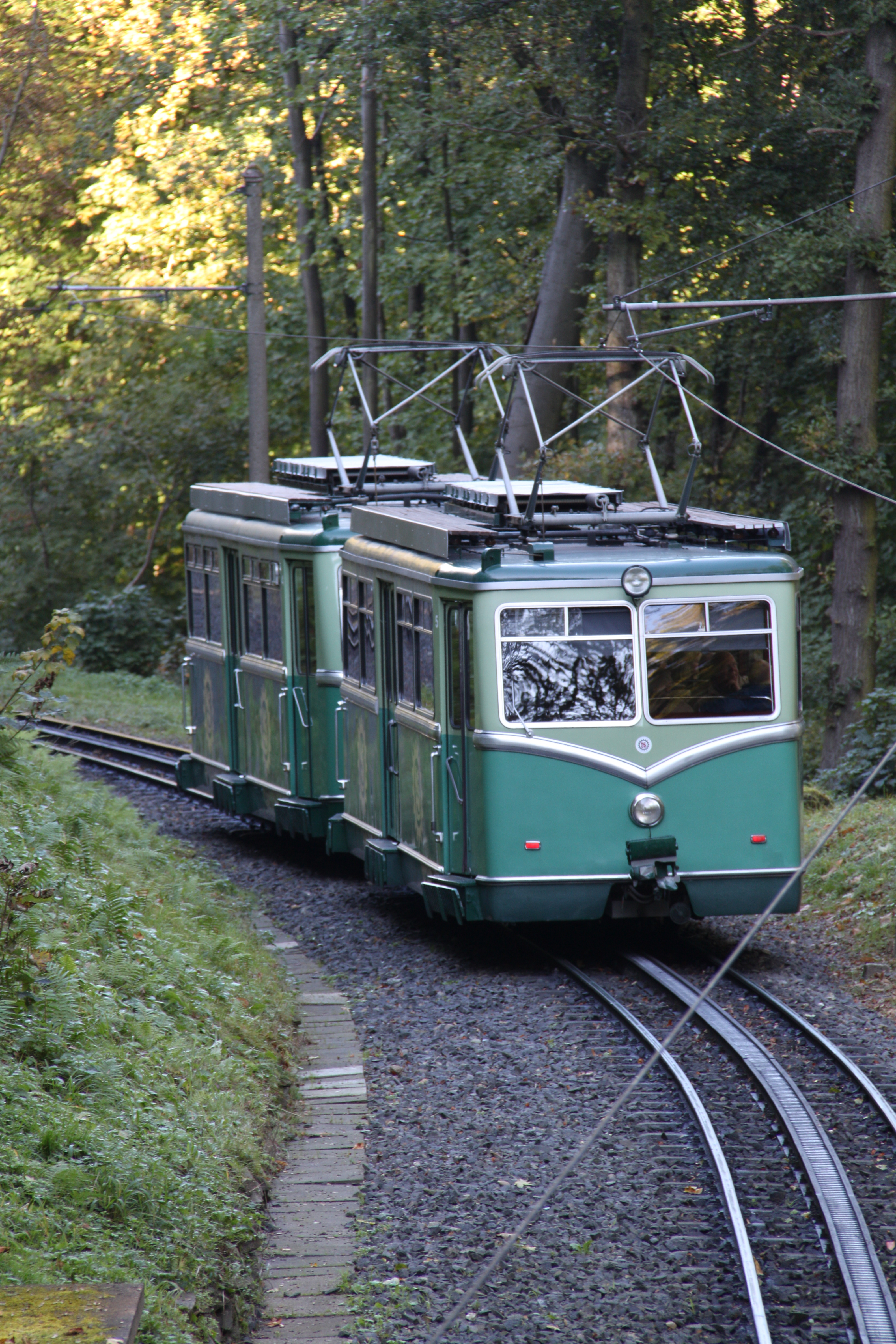
Spårvagnar för kuggstångsbanan Drachenfelsbanan

BWR Waggonreparatur GmbH är ett tyskt mekaniskt verkstadsföretag i Rastatt i Baden-Württemberg, som grundades 1897 som Waggonfabrik Rastatt AG.

## Historik
Företaget var ursprungligen en fabrik för tillverkning av järnvägsvagnar och spårvagnar. Fram till första världskriget var den största köparen Grossherzoglich Badischen Staatseisenbahnen. Spårvagnar levererades till bland andra Oberrheinische Eisenbahn, Kleinbahn Pforzheim-Ittersbach, Verkehrsbetriebe Karlsruhe och Stuttgarts spårväg. Under mellankrigstiden tillverkades även bussar.
Waggonfabrik Rastatt levererade också vagnar för kuggstångsbanan Drachenfelsbanan 1955–1960.
Efter det att aktiemajoriteten övertagits av Bauknecht 1971, omvandlades företaget till ett Gesellschaft mit beschränkter Haftung (GmbH). Affärsinriktningen blev från denna tidpunkt underhåll och ombyggnad av rälsfordon. Efter ett antal ägarförändringar och efter en konkurs av Bauknecht blev företaget slutligen BWR Waggonreparatur GmbH.